# Sylviane Telchid
Sylviane Telchid, née le 17 septembre 1941 à Capesterre-Belle-Eau en Guadeloupe et morte le 5 mars 2023, est une professeure de français et de créole aux niveaux universitaires et scolaires, surtout connue pour son engagement en faveur de la langue créole, animant des conférences, créant des formations, écrivant des ouvrages en créole et sur la langue créole guadeloupéenne, et effectuant des traductions en créole.

## Éléments de biographie
Sylviane Telchid (Silvyàn Tèlchid) est née en septembre 1941 à Capesterre-Belle-Eau en Guadeloupe. Elle est le troisième enfant d’une fratrie de 12 enfants. 
Elle devient professeur. En 1976, Hector Poullet, professeur de mathématiques, souhaite dispenser des cours de soutien en créole, malgré l'interdiction d'utiliser le créole à l'école. Il sollicite ses collègues du collège Germain Saint-Ruf de Capesterre-Belle-Eau : seules Sylviane Telchid et Danielle Montbrand répondent à l'appel. Ils se consacrent à la défense et à la réhabilitation de la culture guadeloupéenne et de la langue créole. En 1983, le créole entre officiellement au collège de Capesterre-Belle-Eau. 
En 1983, elle co-publie le premier dictionnaire de créole guadeloupéen - français, puis en 1984 (avec Hector Poullet) le premier dictionnaire créole-français. Ils co-publient aussi un essai intitulé Mi bel pawol Mi !.
Elle publie un roman Throvia de la Dominique ; et aussi, en 1985, un recueil de contes (Ti Chika… et d’autres contes antillais). Elle effectue également des traductions en créole. Pour le théâtre, Sylviane Telchid adapte différentes œuvres en créole telles, par exemple, Le bel indifférent de Jean Cocteau, L’Avare de Molière ou La Noce chez les petits bourgeois de Bertolt Brecht. Elle produit aussi en audio une version créolisée des Fables de la Fontaine. Retraitée, elle travaille à partir de 2003 sur la traduction de la Bible en créole. Elle est morte en 2023,,.

## Œuvres écrites

### Roman
- Throvia de la Dominique, L'Harmattan, coll. « Lettres des Caraïbes », 1996 (OCLC 36711122)

### Essais
- (gcf) Écrire la « parole de nuit » : la nouvelle littérature antillaise  (textes rassemblés et introduits par Ralph Ludwig), Paris, Gallimard, 1994, 190 p. (ISBN 2-07-032832-5), « Hector Poullet et Sylviane Telchid, "Mi bèl pawòl !" ou Eléments d'une poétique de la langue créole »

### Contes
- (gcf + fr) Ti-Chika-- et d'autres contes antillais, Editions caribéennes, 1985 (OCLC 14182816)
- (gcf + fr) Écrire la « parole de nuit » : la nouvelle littérature antillaise  (textes rassemblés et introduits par Ralph Ludwig), Paris, Gallimard, 1994, 190 p. (ISBN 2-07-032832-5), « Sylviane Telchid, Mondésir (version française) / Mondézi (version créole) »
- Légendes et mystères du pays-Guadeloupe  (ill. Jocelyn Pezeron), Éd. Jasor, 1999 (OCLC 41511458)

### Dictionnaires et textes scolaires en langue créole
- (gcf) Jé kréyòl, Pointe-à-Pitre, Editions AKPK, 1983 (OCLC 800753341)
- (gcf) Dictionnaire des expressions du créole guadeloupéen  (co-auteurs Hector Poullet, Danielle Montbrand), Hatier-Antilles, 1984, 349 p. (ISBN 978-2-218-06871-3)
- (gcf) Kòsyè : 22 lison kréyòl, 6e  (co-auteur Hector Poullet), Pointe-à-Pitre, Centre départemental de documentation pédagogique, 1985 (OCLC 461872943)
- (gcf + cpf + fr) Dictionnaire du français régional des Antilles : Guadeloupe, Martinique, Paris, Ed. Bonneton, 1997 (OCLC 37608806)
- (gcf + fr) Le créole guadeloupéen de poche  (ill. J.-L. Gousseé, co-auteur Hector Poullet), Assimil, 1999 (OCLC 44848598)
- (gcf) Kamo : Mo Kréyòl antousòs  (co-auteur Hector Poullet), Pointe-à-Pitre, Éd. Jasor, 2000 (OCLC 45613642)
- (gcf) Bwa pou nou alé! : tèks é jé kréyòl pou mèt é zélèv lékòl, Pointe-à-Pitre, Éd. Jasor, 2002 (OCLC 57559826)
- (gcf) Kréyòl fanm chatengn  (exercices créoles par thèmes destinés aux scolaires), Pointe-à-Pitre, SCÉRÉN-CRDP de la Guadeloupe, 2003 (OCLC 470447274)
- (gcf) Bon Doukou : ékriti, gramè, vokabilè, pwovèb : liv pou mèt é métrès lékol, Pointe-à-Pitre, Éd. Jasor, 2011 (OCLC 779736097)

## Traductions en créole guadeloupéen
- (gcf) Jean de La Fontaine (trad. Sylviane Telchid, Hector Poullet), Zayann [« Fables de la Fontaine »], t. 1, Abymes, Plb, 2000 (ISBN 978-2-912300-07-2)
- (gcf) Jean de La Fontaine (trad. Sylviane Telchid, Hector Poullet), Zayann [« Fables de la Fontaine »], t. 2, Abymes, Plb, 2002 (OCLC 57250413)

## Adaptation au théâtre en créole guadeloupéen
- Vant a pèlpèt (titre original : La Gonfle de Roger Martin du Gard), mise en scène Harry Kancel, 1992[8]
- Sé komandè siren-la (titre original : Gouverneurs de la Rosée de Jacques Roumain), mise en scène Harry Kancel, 1994[9]
- Mandé Mayé (titre original : Une demande en mariage d'Anton Tchekov), mise en scène Patrick Mishino, 2001[10]
- La Noce chez les petits-bourgeois... créoles : On mayé ozabwa (titre original : La Noce chez les petits bourgeois de Bertolt Brecht), mise en scène Philippe Adrien, 2006[11]
- Atann Atann (titre original : Le Bel Indifférent de Jean Cocteau), mise en scène Patrick Mishino, 2009[12]

## Hommages
En 2008, le lycée Gerville-Réache (Basse-Terre) lui rend hommage en inaugurant la salle de Langues et cultures régionales, Sylviane Telchid. 
En juillet 2013, la mairie de Capesterre-Belle-Eau émet le vœu que le prochain collège dans le quartier de Bélair porte son nom. Et en octobre 2014, le collège Bonne Espérance est débaptisé et renommé Collège Sylviane Telchid. 
Le 19 octobre 2018, son buste, réalisé par le sculpteur Jocelyn Pézeron (qui est aussi professeur d'arts plastiques, connu en Guadeloupe pour ses réalisations monumentales), a été inauguré dans l'enceinte du Collège du même nom.